# Glass River
Der Glass River ist ein Fluss auf der Isle of Man. Der Fluss beginnt in der Region Injebreck etwa zehn Kilometer nördlich von Douglas, dem Hauptort der Insel. Nachdem er das West-Baldwin-Tal durchflossen hat, vereinigt er sich mit dem Dhoo zum River Douglas, dem namensgebenden Fluss der Stadt. Der Fluss hat eine Länge von etwa 8,5 Kilometern.